# Lladres com nosaltres
Lladres com nosaltres (títol original en anglès Thieves Like Us) és una pel·lícula estatunidenca dirigida per Robert Altman, estrenada el 1974 i doblada al català.

## Argument
Els protagonistes són tres condemnats a cadena perpètua que aconsegueixen escapar d'un camp de treball en una zona rural de Mississipi els anys 1940 per anar a refugiar-se a casa dels familiars d'un d'ells. Els tres començaran una altra vegada la seva "professió" de criminals, però seran ràpidament víctimes de la policia.

## Repartiment
- Keith Carradine: Bowie
- Shelley Duvall: Keechie
- John Schuck: Chicamaw
- Bert Remsen: T-Dub
- Louise Fletcher: Mattie
- Ann Latham: Lula
- Tom Skerritt: Dee Mobley